# Kelso (cheval)
Pour les articles homonymes, voir Kelso (homonymie).
Kelso (1957-1983) est un cheval de course pur-sang anglais, fils de Your Host et Maid of Flight, par Count Fleet, et est né au haras de Clairbone, à Paris, dans le Kentucky. Cinq fois Cheval de l'année aux États-Unis (1960, 1961, 1962, 1963, 1964), élu en 1967 au Hall of Fame des courses américaines, il fut l'un des plus grands champions américains du XXe siècle.

## Carrière de courses
Nul ne pouvait prévoir que ce poulain décharné et agressif allait devenir une légende des courses américaines. Surtout pas son propriétaire, Allaire du Pont (membre de la célèbre famille d'industriels), qui le fit castrer rapidement pour calmer ses ardeurs. Sans succès, puisque le cheval allait garder toute sa vie un caractère bien trempé. Sous l'entraînement de John Lee, il fit des débuts victorieux en septembre de ses 2 ans, puis enchaîna deux secondes place et s'en tint là en 1959. L'année suivante, il fit sa réapparition après que les meilleurs 3 ans du pays se furent affrontés dans la Triple couronne. John Lee étant retourné à ses activités de vétérinaire, c'est Carl Hanford qui prend en main les destinées du cheval, et ce jusqu'à la fin de sa carrière. En 1960, Kelso prend son envol, accumulant neuf victoires en dix sorties, dont la Jockey Club Gold Cup face à ses aînés. En fin d'année, il est pour la première fois couronné cheval de l'année, en plus d'un titre de meilleur 3 ans (le premier attribué à un poulain n'ayant gagné aucune course de la triple couronne).
Dès lors, Kelso va accumuler les titres de cheval de l'année et de meilleur cheval d'âge sans discontinuer jusqu'en 1965, un exploit unique dans les annales des courses, puisque aucun cheval n'a fait mieux que trois titres. Sa longévité exceptionnelle lui permet de glaner une multitude de victoires au plus haut niveau des courses américaines : quintuple vainqueur de la Jockey Club Gold Cup (record absolu pour un groupe 1), triple lauréat des Woodward Stakes et du Whitney Handicap, double gagnant des Aqueduct Stakes, du Suburban Handicap, etc. Il abaissa plusieurs records de parcours et fut le troisième cheval de l'histoire, en 1961, à s'adjuger la triple couronne de New York (Metropolitan Handicap, Suburban Handicap, Brooklyn Handicap). Au total, il courut durant huit saisons (ce qui est plus qu'exceptionnel pour un cheval de ce niveau, la plupart rentrant au haras à 3 ou 4 ans), soit 63 épreuves de 1959 à 1966, où il glana 39 victoires et 14 accessits sur quatorze hippodromes et dans six états différents. Durant treize ans, alors que les allocations de courses augmentaient régulièrement, il détint le record absolu de gains avec presque deux millions de dollars à son actif. Sa popularité s'était hissée à la hauteur de ses exploits, et on peut dire que Kelso littéralement déplaçait les foules à chacune de ses apparitions. 
En 1965, une blessure l'affecta alors que son entraîneur comptait lui faire effectuer une saison supplémentaire. Étant hongre, il ne put avoir de descendance, mais se reconvertit un temps dans le saut d'obstacles. Il mourut en octobre 1983, à 26 ans. Il est classé en 4e position sur la liste des 100 meilleurs chevaux de l'histoire des courses américaines au XXe siècle, derrière les légendaires Man O'War', Secretariat et Citation.

### Résumé de carrière
| Date         | Hippodrome      | Pays        | Course                         | Distance    | Jockey        | Place       | Écart       | Vainqueur ou deuxième |
| 1959, 2 ans  | 1959, 2 ans     | 1959, 2 ans | 1959, 2 ans                    | 1959, 2 ans | 1959, 2 ans   | 1959, 2 ans | 1959, 2 ans | 1959, 2 ans           |
| ------------ | --------------- | ----------- | ------------------------------ | ----------- | ------------- | ----------- | ----------- | --------------------- |
| 4 septembre  | Atlantic City   | États-Unis  | Maiden                         | 1 200 m     | J. Block      | 1er / 12    | 1 ¼         | Crafty Master         |
| 14 septembre | Atlantic City   | États-Unis  | Allowance                      | 1 200 m     | J. Block      | 2e / 7      | 1 ½         | Dress Up              |
| 23 septembre | Atlantic City   | États-Unis  | Allowance                      | 1 400 m     | W. Bram       | 2e / 8      | 3/4         | Windy Sands           |
| 1960, 3 ans  |                 |             |                                |             |               |             |             |                       |
| 22 juin      | Monmouth Park   | États-Unis  | Allowance                      | 1 200 m     | B. Hartack    | 1er / 8     | 10          | Burnt Clover          |
| 16 juillet   | Aqueduct        | États-Unis  | Allowance                      | 1 600 m     | W. Bram       | 1er / 8     | 12          | Double Daily          |
| 23 juillet   | Gulfstream Park | États-Unis  | Arlington Classic              | 1 600 m     | S. Brooks     | 8e / 12     | 7 ½         | T.V. Lark             |
| 3 août       | Monmouth Park   | États-Unis  | Choice Stakes                  | 1 700 m     | B. Hartack    | 1er / 8     | 7           | Careless John         |
| 3 septembre  | Aqueduct        | États-Unis  | Jerome Handicap                | 1 600 m     | E. Arcaro     | 1er / 13    | tête        | Careless John         |
| 14 septembre | Aqueduct        | États-Unis  | Discovery Handicap             | 1 800 m     | E. Arcaro     | 1er / 8     | 1 ¼         | Careless John         |
| 28 septembre | Belmont Park    | États-Unis  | Lawrence Realization Stakes    | 2 600 m     | E. Arcaro     | 1er / 8     | 4 ½         | Tompion               |
| 15 octobre   | Hawthorne       | États-Unis  | Hawthorne Gold Cup             | 2 000 m     | E. Arcaro     | 1er / 9     | 6           | Heroshogala           |
| 29 octobre   | Aqueduct        | États-Unis  | Jockey Club Gold Cup           | 2 000 m     | E. Arcaro     | 1er / 8     | 3 ½         | Don Poggio            |
| 1961, 4 ans  |                 |             |                                |             |               |             |             |                       |
| 19 mai       | Aqueduct        | États-Unis  | Allowance                      | 1 400 m     | E. Arcaro     | 1er / 8     | 1 ½         | Gyro                  |
| 30 mai       | Aqueduct        | États-Unis  | Metropolitan Handicap          | 1 600 m     | E. Arcaro     | 1er / 10    | enc.        | All Hands             |
| 17 juin      | Belmont Park    | États-Unis  | Whitney Handicap               | 1 800 m     | E. Arcaro     | 1er / 7     | cte enc.    | Our Hope              |
| 4 juillet    | Aqueduct        | États-Unis  | Suburban Handicap              | 2 000 m     | E. Arcaro     | 1er / 10    | 5           | Nickel Boy            |
| 22 juillet   | Aqueduct        | États-Unis  | Brooklyn Handicap              | 2 000 m     | E. Arcaro     | 1er / 10    | 1 ¼         | Divine Comedy         |
| 4 septembre  | Arlington Park  | États-Unis  | Washington Park Handicap       | 1 600 m     | E. Arcaro     | 4e / 11     | 5 ¾         | Chief of Chiefs       |
| 30 septembre | Belmont Park    | États-Unis  | Woodward Stakes                | 2 000 m     | E. Arcaro     | 1er / 5     | 8           | Divine Comedy         |
| 21 octobre   | Aqueduct        | États-Unis  | Jockey Club Gold Cup           | 3 200 m     | E. Arcaro     | 1er / 4     | 5           | Hillsborough          |
| 11 novembre  | Laurel Park     | États-Unis  | Washington, D.C. International | 2 400 m     | E. Arcaro     | 2e / 8      | 3/4         | T.V. Lark             |
| 1962, 5 ans  |                 |             |                                |             |               |             |             |                       |
| 30 mai       | Aqueduct        | États-Unis  | Metropolitan Handicap          | 1 600 m     | B. Shoemaker  | 6e / 9      | 8 ¼         | Carry Back            |
| 16 juin      | Belmont Park    | États-Unis  | Allowance                      | 1 600 m     | B. Shoemaker  | 1er / 6     | 2 ¼         | Garwol                |
| 4 juillet    | Aqueduct        | États-Unis  | Suburban Handicap              | 2 000 m     | B. Shoemaker  | 2e / 4      | 2 ½         | Beau Purple           |
| 14 juillet   | Monmouth Park   | États-Unis  | Monmouth Handicap              | 2 000 m     | B. Shoemaker  | 2e / 6      | 3           | Carry Back            |
| 22 août      | Saratoga        | États-Unis  | Allowance                      | 1 700 m     | I. Valenzuela | 1er / 7     | 1 ½         | Call The Witness      |
| 8 septembre  | Atlantic City   | États-Unis  | Allowance                      | 1 700 m     | D. Pierce     | 4e / 7      | 1 ¾         | Call The Witness      |
| 19 octobre   | Aqueduct        | États-Unis  | Stymie Handicap                | 2 000 m     | I. Valenzuela | 1er / 11    | 2 ½         | Polylad               |
| 9 décembre   | Aqueduct        | États-Unis  | Woodward Stakes                | 2 000 m     | I. Valenzuela | 1er / 8     | 4 ½         | Jaipur                |
| 28 septembre | Belmont Park    | États-Unis  | Jockey Club Gold Cup           | 3 200 m     | I. Valenzuela | 1er / 8     | 10          | Guadalcanal           |
| 27 octobre   | Belmont Park    | États-Unis  | Man o'War Stakes               | 2 400 m     | I. Valenzuela | 2e / 12     | 2           | Beau Purple           |
| 12 novembre  | Laurel Park     | États-Unis  | Washington, D.C. International | 2 400 m     | I. Valenzuela | 2e / 13     | 1 ½         | Match II              |
| 1er décembre | Garden State    | États-Unis  | Governor's Plate               | 2 400 m     | I. Valenzuela | 1er / 5     | 5           | Bass Clef             |
| 1963, 6 ans  |                 |             |                                |             |               |             |             |                       |
| 30 janvier   | Hialeah Park    | États-Unis  | Palm Beach Handicap            | 1 400 m     | I. Valenzuela | 4e / 5      | 5 ½         | Ridan                 |
| 9 février    | Hialeah Park    | États-Unis  | Seminole Handicap              | 1 800 m     | I. Valenzuela | 1er / 6     | 2 ¾         | Ridan                 |
| 23 février   | Hialeah Park    | États-Unis  | Widener Handicap               | 2 000 m     | I. Valenzuela | 2e / 9      | 2 ¼         | Beau Purple           |
| 16 mars      | Gulfstream Park | États-Unis  | Gulfstream Park Handicap       | 2 000 m     | I. Valenzuela | 1er / 6     | 3 ¼         | Sensitivo             |
| 23 mars      | Bowie           | États-Unis  | John B. Campbell Handicap      | 2 000 m     | I. Valenzuela | 1er / 6     | 3/4         | Crimson Satan         |
| 19 juin      | Aqueduct        | États-Unis  | Nassau County Stakes           | 1 800 m     | I. Valenzuela | 1er / 5     | 1 ½         | Lanvin                |
| 4 juillet    | Aqueduct        | États-Unis  | Suburban Handicap              | 2 000 m     | I. Valenzuela | 1er / 7     | 1 ¼         | Saidam                |
| 3 août       | Saratoga        | États-Unis  | Whitney Handicap               | 1 800 m     | I. Valenzuela | 1er / 7     | 2 ½         | Saidam                |
| 2 septembre  | Aqueduct        | États-Unis  | Aqueduct Stakes                | 1 800 m     | I. Valenzuela | 1er / 8     | 5 ½         | Crimson Satan         |
| 28 septembre | Aqueduct        | États-Unis  | Woodward Stakes                | 2 000 m     | I. Valenzuela | 1er / 5     | 3 ½         | Never Bend            |
| 19 octobre   | Aqueduct        | États-Unis  | Jockey Club Gold Cup           | 3 200 m     | I. Valenzuela | 1er / 7     | 4           | Guadalcanal           |
| 11 novembre  | Laurel Park     | États-Unis  | Washington, D.C. International | 2 400 m     | I. Valenzuela | 2e / 10     | 1/2         | Mongo                 |
| 1964, 7 ans  |                 |             |                                |             |               |             |             |                       |
| 23 juin      | Hollywood Park  | États-Unis  | Los Angeles Handicap           | 1 400 m     | I. Valenzuela | 8e / 9      | 9 ¼         | Cyrano                |
| 6 mai        | Hollywood Park  | États-Unis  | Californian Stakes             | 1 700 m     | I. Valenzuela | 6e / 10     | 8           | Mustard Plaster       |
| 25 juin      | Aqueduct        | États-Unis  | Straight Face Handicap         | 1 800 m     | I. Valenzuela | 1er / 5     | 1 ¼         | Tropical Breeze       |
| 4 juillet    | Aqueduct        | États-Unis  | Suburban Handicap              | 2 000 m     | I. Valenzuela | 2e / 8      | tête        | Iron Peg              |
| 18 juillet   | Monmouth Park   | États-Unis  | Monmouth Handicap              | 2 000 m     | I. Valenzuela | 2e / 5      | enc.        | Mongo                 |
| 25 juillet   | Aqueduct        | États-Unis  | Brooklyn Handicap              | 2 000 m     | I. Valenzuela | 5e / 8      | 14          | Gun Bow               |
| 27 août      | Saratoga        | États-Unis  | Allowance                      | 1 800 m     | I. Valenzuela | 1er / 8     | 2 ½         | Kinightsboro          |
| 7 septembre  | Aqueduct        | États-Unis  | Aqueduct Stakes                | 1 800 m     | I. Valenzuela | 1er / 5     | 3/4         | Gun Bow               |
| 3 octobre    | Aqueduct        | États-Unis  | Woodward Stakes                | 2 000 m     | I. Valenzuela | 2e / 5      | nez         | Gun Bow               |
| 31 octobre   | Aqueduct        | États-Unis  | Jockey Club Gold Cup           | 3 200 m     | I. Valenzuela | 1er / 6     | 5 ½         | Roman Brother         |
| 11 novembre  | Laurel Park     | États-Unis  | Washington, D.C. International | 2 400 m     | I. Valenzuela | 1er / 8     | 4 ½         | Gun Bow               |
| 1965, 8 ans  |                 |             |                                |             |               |             |             |                       |
| 29 juin      | Monmouth Park   | États-Unis  | Allowance                      | 1 200 m     | W. Boland     | 3e / 8      | 1/2         | Cachto                |
| 10 juillet   | Delaware Park   | États-Unis  | Diamond State Handicap         | 1 700 m     | I. Valenzuela | 1er / 4     | 3 ¼         | Kilmoray              |
| 24 juillet   | Aqueduct        | États-Unis  | Brooklyn Handicap              | 2 000 m     | I. Valenzuela | 3e / 5      | 4           | Pia Star              |
| 7 août       | Saratoga        | États-Unis  | Whitney Handicap               | 1 800 m     | I. Valenzuela | 1er / 5     | nez         | Malicious             |
| 6 octobre    | Aqueduct        | États-Unis  | Aqueduct Stakes                | 1 800 m     | I. Valenzuela | 4e / 7      | 9           | Malicious             |
| 22 octobre   | Aqueduct        | États-Unis  | Stymie Handicap                | 2 000 m     | I. Valenzuela | 1er / 6     | 8 ¾         | Ky Pioneer            |
| 1966, 9 ans  |                 |             |                                |             |               |             |             |                       |
| 2 mars       | Hialeah Park    | États-Unis  | Allowance                      | 1 200 m     | W. Boland     | 4e / 8      | 4 ½         | Davus                 |

## Origines
Your Host, le père de Kelso, fut un remarquable compétiteur, réputé lui aussi pour son caractère difficile. Sa mère n'avait guère de référence, sinon qu'elle était issue du croisement de deux immenses champions, Count Fleet (vainqueur de la Triple couronne, classé 5e de la liste des 100 meilleurs chevaux de l'histoire des courses américaines au XXe siècle) et Man O'War (classé le meilleur cheval de l'histoire des courses américaines au XXe siècle). Elle n'eut pas d'autre produit.

### Pedigree
| Origines de Kelso (USA), hongre bai né en 1957 | Origines de Kelso (USA), hongre bai né en 1957 | Origines de Kelso (USA), hongre bai né en 1957 | Origines de Kelso (USA), hongre bai né en 1957 |
| ---------------------------------------------- | ---------------------------------------------- | ---------------------------------------------- | ---------------------------------------------- |
| Père Your Host                                 | Alibhai                                        | Hyperion                                       | Gainsborough                                   |
| Père Your Host                                 | Alibhai                                        | Hyperion                                       | Selene                                         |
| Père Your Host                                 | Alibhai                                        | Teresina                                       | Tracery                                        |
| Père Your Host                                 | Alibhai                                        | Teresina                                       | Blue Tit                                       |
| Père Your Host                                 | Boudoir                                        | Mahmoud                                        | Blenheim                                       |
| Père Your Host                                 | Boudoir                                        | Mahmoud                                        | Mah Mahal                                      |
| Père Your Host                                 | Boudoir                                        | Kampala                                        | Clarissimus                                    |
| Père Your Host                                 | Boudoir                                        | Kampala                                        | La Soupe                                       |
| Mère Maid of Flight                            | Count Fleet                                    | Reigh Count                                    | Sunreigh                                       |
| Mère Maid of Flight                            | Count Fleet                                    | Reigh Count                                    | Contessina                                     |
| Mère Maid of Flight                            | Count Fleet                                    | Quickly                                        | Haste                                          |
| Mère Maid of Flight                            | Count Fleet                                    | Quickly                                        | Stephanie                                      |
| Mère Maid of Flight                            | Maidoduntreath                                 | Man O'War                                      | Fair Play                                      |
| Mère Maid of Flight                            | Maidoduntreath                                 | Man O'War                                      | Mahubah                                        |
| Mère Maid of Flight                            | Maidoduntreath                                 | Mid Victorian                                  | Victorian                                      |
| Mère Maid of Flight                            | Maidoduntreath                                 | Mid Victorian                                  | Black Betty (famille 20)                       |